# Pascal Hungerbühler
Pour les articles homonymes, voir Hungerbühler.
Pascal Hungerbühler, né le 22 février 1977 à Zurich, est un coureur cycliste suisse, membre de l'équipe Vorarlberg-Corratec de 2003 à 2009.

## Palmarès
- 2001
  - 3e de Coire-Arosa
- 2004
  - Tour de l'Aéroport de Cologne-Bonn
- 2007
  - 3e du Tour de Hainan
- 2008
  - 3e du Grand Prix Vorarlberg

## Classements mondiaux
| Année           | 2005 | 2006 | 2007 | 2008 |
| --------------- | ---- | ---- | ---- | ---- |
| UCI Asia Tour   |      |      |      | 65e  |
| UCI Europe Tour | 862e | 692e | 677e |      |